# Allograpta flavofaciens
Allograpta flavofaciens är en tvåvingeart som först beskrevs av Miller 1921.  Allograpta flavofaciens ingår i släktet Allograpta och familjen blomflugor. Inga underarter finns listade i Catalogue of Life.